# Cetățuia, Giurgiu
Cetățuia este un sat în comuna Găujani din județul Giurgiu, Muntenia, România.

## Istoria satului
Satul Cetățuia ia ființă în anul 1854 când, conform lucrării „Monografia satului Cetățuia”, patru familii pun bazele acestei noi așezări. În lucrarea sus numită sunt amintite numele lui Fereșteanu Stanciu din Fereasca și  Neguț de la Pietroșani.O altă mențiune despre localitatea Cetățuia apare într-un manuscris al lui Nicolae Cenușă, născut în anul 1899, care spune că satul a luat ființă din 20-30 familii de clăcași, dintre care amintește pe: Nicolae Mina, Micu Boroilă, Marin Neguț, Dumitru Fereșteanu.  De menționat este și faptul că vechea denumire a satului era de Bălării, denumire a fost data de primii locuitori pentru că pe acele locuri creșteau foarte multe ierburi sălbatice.

## Biserica
Prima biserică din satul Cetățuia a fost construită în anul 1868, purta hramul Sfântului Petru și era din lemn. Mai târziu locuitorii satului hotărăsc construcția unei noi biserici, colectează bani și cereale din sat și din satele vecine iar apoi cumpără materialele necesare construcției, var, piatră și cărămidă, din Bulgaria. Construcția noii biserici a început în anul 1905 fiind terminata tot în acest an iar în anul următor a fost tencuită și zugrăvită. Pentru că satul era mic slujbele erau ținute alternativ de preoții din Găujani și Vedea 

## Școala
Primul învățător din sat a fost Popescu Ivancea iar locul unde se țineau cursurile era o fostă cârciuma a localnicului Pandele Iliescu. În anul 1907, din materialele de construcție rămase de la construcția bisericii, este dată în folosintă o școala cuprinzând o sală de clasă, un hol și o cancelarie. Unul din importanții învățători pe care școala i-a avut este Ioan Dragomir, el fiind și director al școlii între anii 1919 și 1942. Actualmente școala din Cetățuia este desființată, cei câțiva elevi din sat urmând cursurile la școala din Găujani.

## Costumul tradițional
Costumul din localitatea Cetățuia se înscrie în tipologia costumului muntenesc de Vlașca cu particularitățile din partea de sud a județului. Pentru bărbați avem cămăși cu guler cusute cu motive specifice zonei și cu deschizătura în forma de ”V”. Datorită influenței turcești și apropierii de spațiul balcanic o buna parte din locuitorii satelor din sudul județului au adoptat șalvarii, niște pantaloni largi cu turul lăsat și în general de culoare neagră. Costumul femeiesc are și el unele particularități care-l individualizează în opoziție cu alte regiuni ale județului. Ia este elementul central al costumului și piesa de vestimentație cel mai frumos decorata ea fiind realizată din borangic sau pânză de bumbac. În localitatea Cetățuia se mai poarta de către femei și cămașa cu deschizătura pătrată. Fotele sunt un alt element al costumului care în timp a fost înlocuit de peștemal sau peșteman, termenul este împrumutat din limba turca și desemnează un fel de fustă neagra, creață și decorată pe poale. Mai rar femeile înstărite purtau scurteică, un mantou de catifea strâns la talie și  foarte larg în poale. Tot femeile înstărite purtau pe cap mechelețe.  